# Monumento a Miguel Grau Seminario
El Monumento a Miguel Grau es un monumento conmemorativo que se encuentra en la plaza Grau, en la ciudad de Lima, Perú. Este monumento ha sido declarado como bien mueble integrante del Patrimonio Cultural de la Nación.
En febrero de 2024 se informó la sustracción de dos placas del monumento.

## Descripción
Es un monumento con una escultura del Almirante Miguel Grau Seminario, marino fallecido en el combate de Angamos y héroe máximo peruano de la Guerra del Pacífico, conflicto bélico de 1879 a 1884 y que enfrentó a Bolivia, Chile y Perú.
La obra fue esculpida por el español Victorio Macho y fundida por Bruno Campaniola. Las obras se iniciaron en 1945, por iniciativa del senador Luis Antonio Eguiguren. El monumento fue instalado el 19 de octubre de 1946 e inaugurado el 28 de octubre de ese año por el presidente peruano José Luis Bustamante y Rivero. El presidente  leyó en tal ocasión un discurso, que culminaba así:

Almirante:

La dimensión de vuestra hazaña se ha agrandado con el tiempo. En la lejana perspectiva es Angamos un símbolo de gigantes contornos y de presentes enseñanzas. Disponíais de medios limitados y frágiles; mas vuestro aliento supo darles eficacia y grandeza. Vuestra nave minúscula ha crecido, Almirante; y hay un sutil poder de fuego que envidian los cañones en el silencio austero de las cubiertas desmanteladas. No fue infructuoso vuestro sacrificio ni un vano gesto de inmolación de quienes con vos cayeron en la brega. Vuestra sombra augusta preside nuestros mares; y hay un altar para vuestro busto en cada nave de nuestra flota; y un rincón de emoción en cada pecho de nuestros marinos. La Armada del Perú cifra su orgullo en vuestra memoria y la Nación, espiritualmente congregado al pie de este monumento, os dice con acento de estremecida gratitud:

¡Gloria a vos, Almirante!.
José Luis Bustamante y Rivero, 1946.

Este conjunto escultórico, de 20 metros de altura, se conforma por una estructura piramidal de material pétreo como cuerpo principal, adosado a éste presenta conjuntos escultóricos de carácter alegórico, que simbolizan la sucesión en el mando durante el combate naval de Punta Angamos, ubicados en los frentes Este y Oeste. En el lateral Sur se encuentran ubicadas dos placas conmemorativas una de relieves referente al combate de Angamos y la otra con los nombres de los combatientes fallecidos en el Monitor Huáscar, también se encuentra una guirnalda conmemorativa. En el frente Norte tenemos la estatua del Almirante Miguel Grau erguido y de brazos cruzados con un pie sobre un cañón de guerra, bajo la cual se puede leer la leyenda: «A la gloria del Almirante del Perú Miguel Grau», posteriormente se añadió la frase: «El peruano del milenio». Como elemento más resaltante coronando el monumento se encuentra una victoria alada sobre la proa de un barco, que simboliza al Monitor "Huáscar", impulsado por dos seres marinos mitológicos (tritones) y un ser mitológico marino femenino (sirena) reposando sobre la popa; a los lados del barco se representa a dos seres marinos animales que la acompañan.
Frente a la plaza donde se ubica el monumento, entre el Paseo de la República, la Avenida Grau y el Paseo Colón, se inicia el Paseo de los Héroes Navales.

## Galería

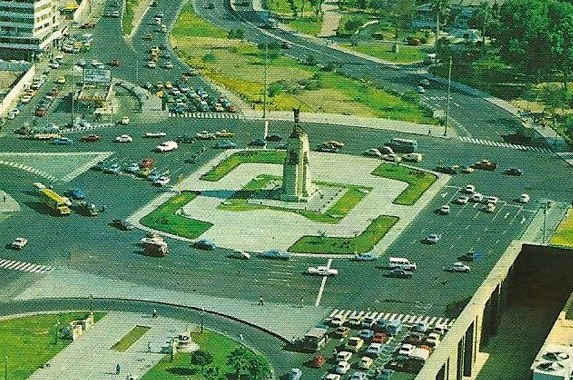
Vista aérea en 1987
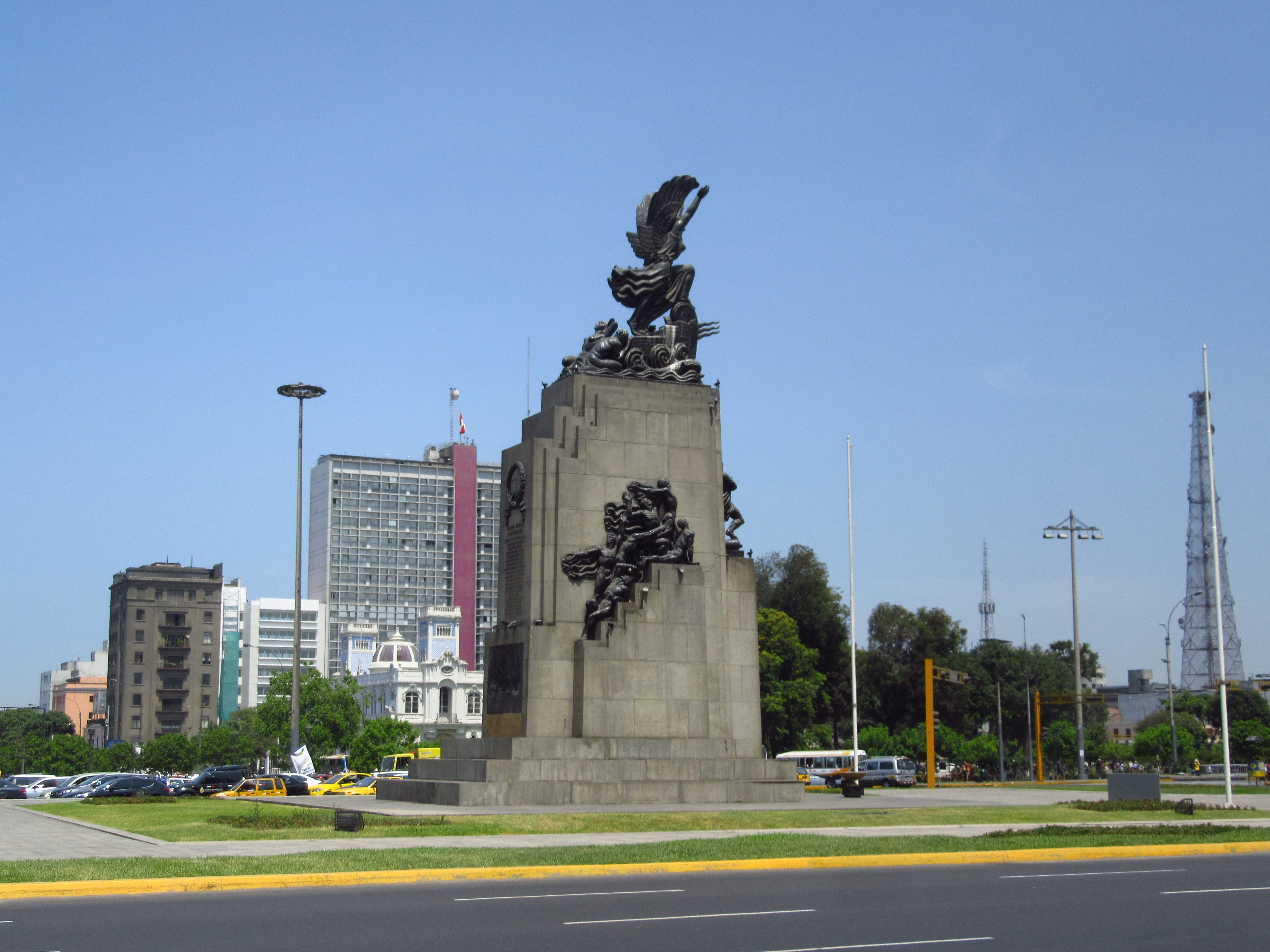
Costado oriental
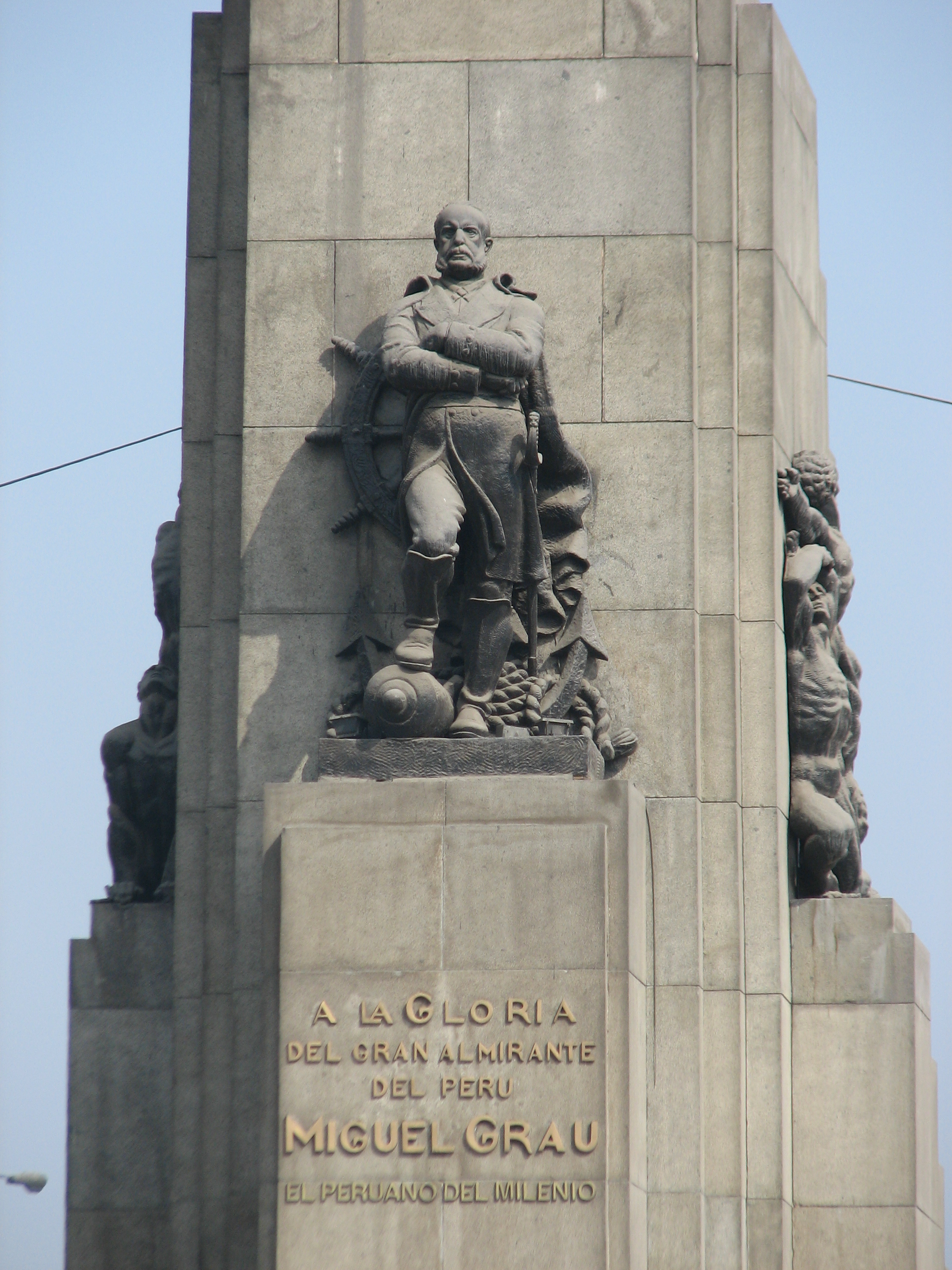
Detalle de la estatua a Grau
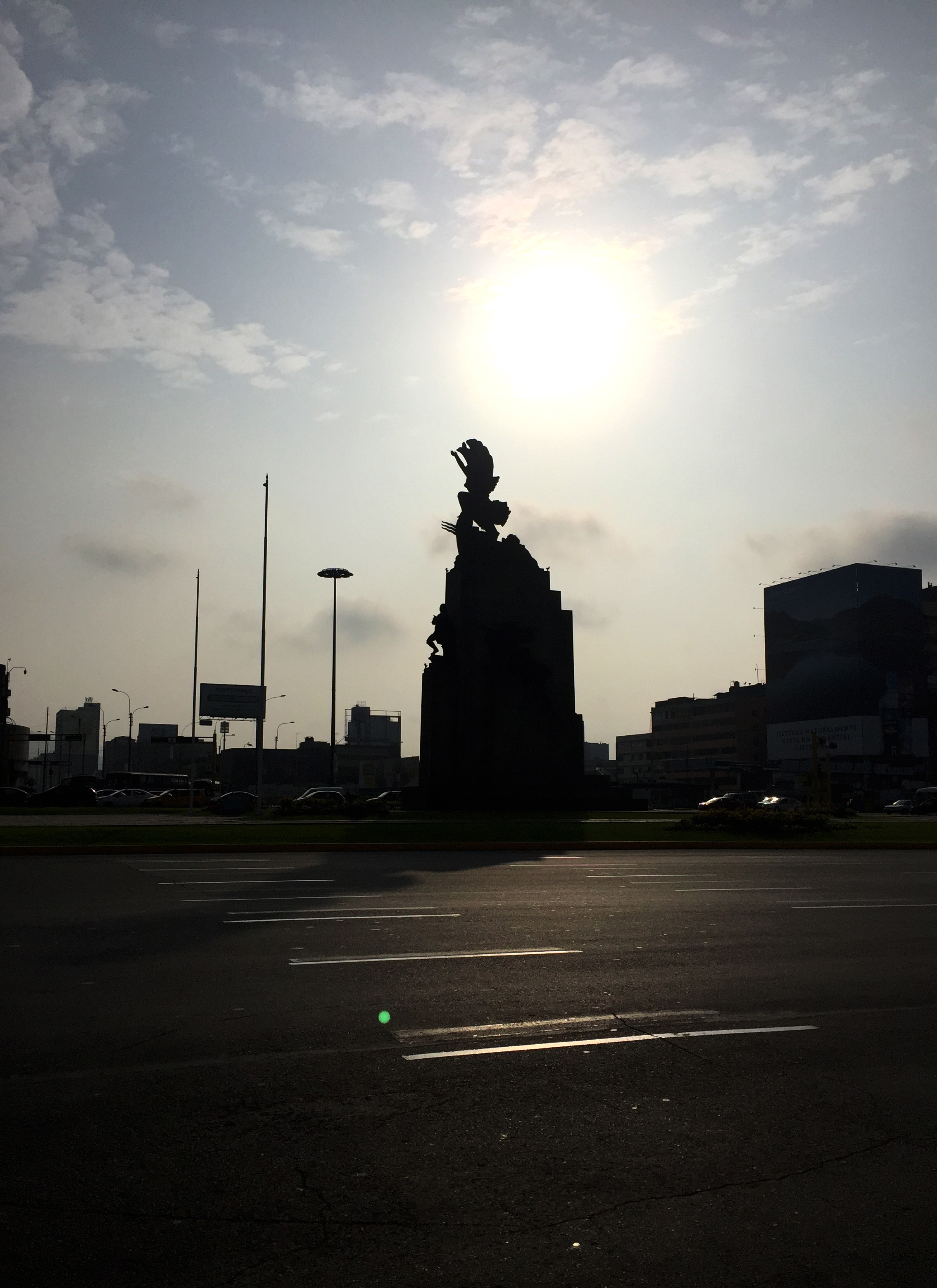
Al atardecer
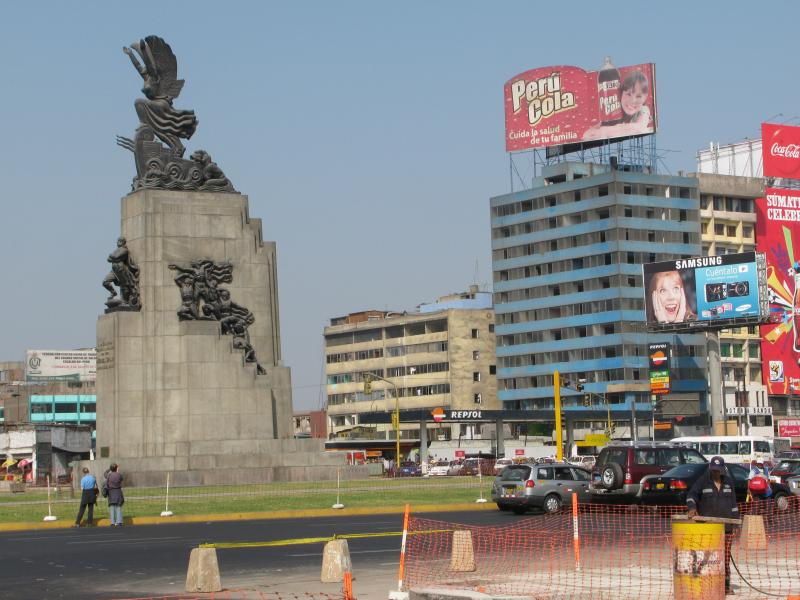
Costado occidental
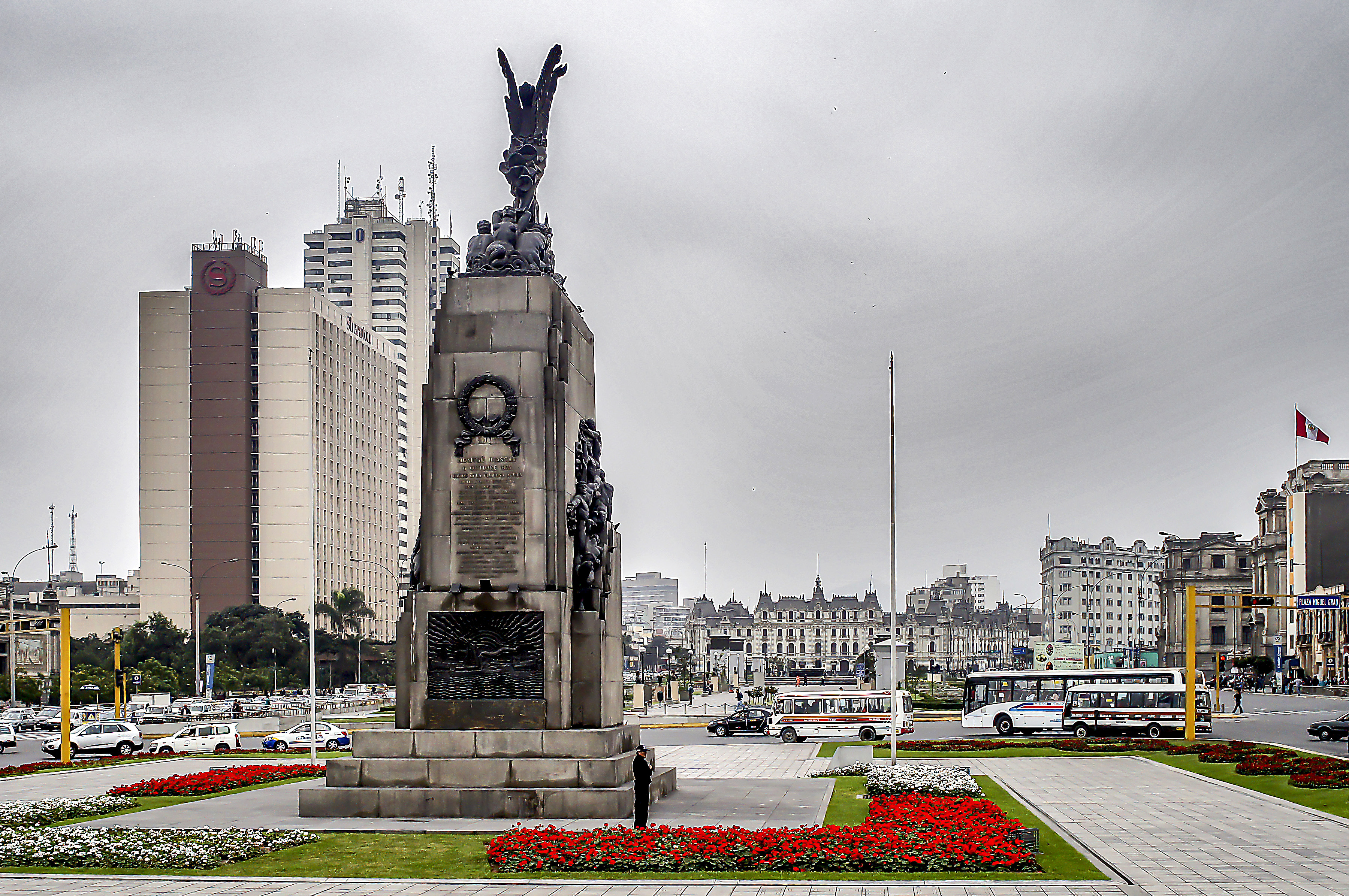
Con el Paseo de los Héroes Navales